# مورود بانو
مورود بانو یا مورُد بانو (پارسی میانه: murrod bānūg) یکی از زنان نجیب‌زاده ساسانی در سده سوم میلادی، همسر اردشیر بابکان و مادر شاپور یکم بود. به گفته کارنامه اردشیر بابکان او دختر اردوان پنجم اشکانی بود.

## زندگی

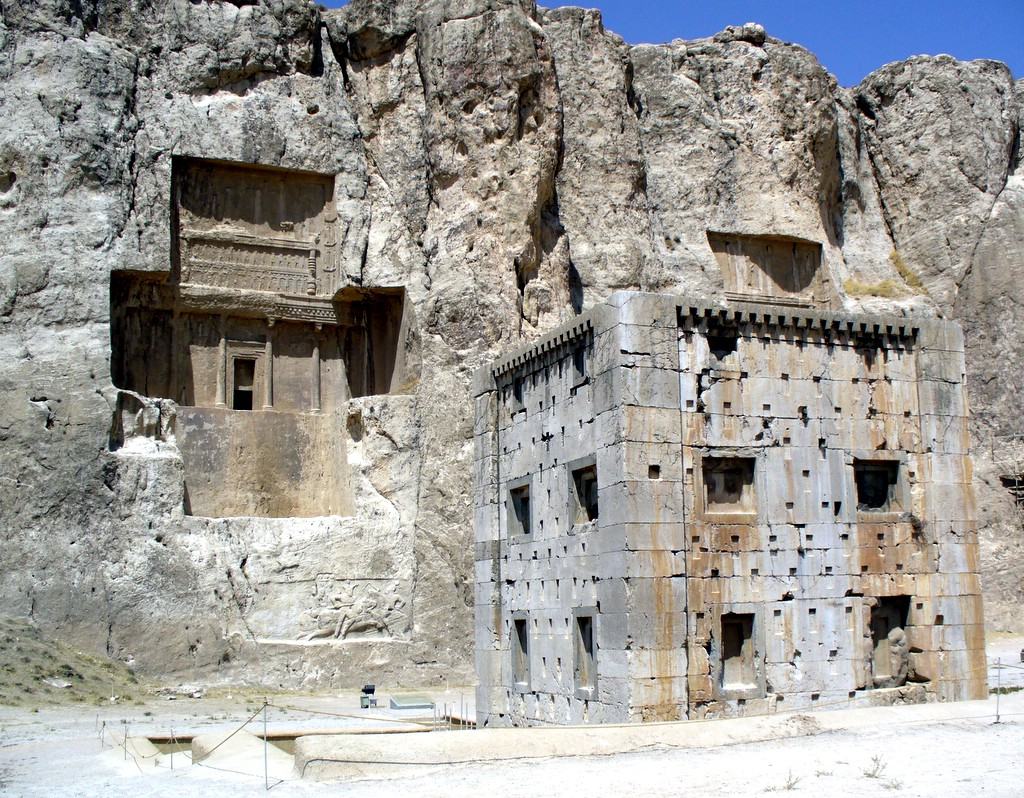
کعبه زرتشت، جایی که سنگ‌نوشته شاپور یکم حک شده‌است

مورود بانو همسر اردشیر بابکان و مادر شاپور یکم بود. به گفته کارنامه اردشیر بابکان  او یک شاهزاده اشکانی و دختر اردوان پنجم بود. از او در سنگ‌نوشته شاپور یکم بر کعبه زرتشت در میان خانواده سلطنتی ساسانی و به عنوان مادر شاهنشاه شاپور (پارسی میانه: Šābuhr šāhān šāh mād) یاد شده‌ است. در سنگ‌نوشته پارتی نام او به صورت مردودبانو ثبت شده‌ است. احتمالاً پیروز و نرسه دیگر پسران او هستند.
در کارنامه اردشیر بابکان مادر شاپور «زیانه» دختر اردوان معرفی می‌شود که به درخواست برادران قصد زهر دادن به اردشیر را داشته‌ است و اردشیر که از نیت او آگاه می‌شود فرمان کشتن او را به موبدان موبد یا وزیرش می‌دهد. اما موبدان موبد به دلیل بارداری زن او را نمی‌کشد و نزد خود نگاه می‌دارد تا شاپور هفت ساله می‌شود و سپس اردشیر را از وجود شاپور آگاه می‌کند. به گفته کریستن سن، اردشیر دختر یا دختر عموی اردوان یا برادرزاده فرخان پسر اردوان را به نکاح خویش درآورد اما او آنچه تاریخ‌نگاران عرب و ایرانی در باب این ازدواج گفته‌اند را افسانه می‌داند و معتقد است که اردشیر می‌خواست به وسیله وصلت با خانواده اشکانی، اساس دولت خود را استوار کند. اما در واقع پیش از اینکه اردشیر به تخت نشیند، شاپور به حد بلوغ رسیده بود و این مطلب از یکی از روایت‌های نخستین طبری گرفته شده که می‌گوید شاپور در نبرد هرمزگان شرکت جست. سلسله این روایت ظاهراً به کتاب خدای‌نامه می‌رسد، در صورتی که روایت عروسی اردشیر با یکی از بانوان اشکانی و تولد شاپور از او، که در ضمن نوشته‌های طبری دیده می‌شود، برگرفته از یکی از افسانه‌های عامیانه است.